# Хитмэн: Агент 47
«Хитмэн: Агент 47» (англ. Hitman: Agent 47) — американский боевик, снятый режиссёром Александром Бахом по сценарию Скипа Вудса и Майкла Финча. Киноадаптация серии видеоигр Hitman от компании IO Interactive о наёмном убийце Агенте 47. 
Главные роли исполнили Руперт Френд, Ханна Уэр, Закари Куинто, Киаран Хайндс, Томас Кречман и Анджелабейби. Фильм вышел в американский прокат 21 августа 2015 года. Он был негативно принят мировой кинопрессой, получив ещё более отрицательные отзывы, нежели его предшественник. В основном, авторы отзывов жаловались на сценарий, игру актёров, саундтрек и спецэффекты. Несмотря на это, фильм окупился в прокате, собрав $ 82 млн при бюджете в $ 35 млн.

## Сюжет
Фильм начинается с пролога, рассказывающего, как в годы Холодной войны генетик Пётр Литвенко вывел формулу по созданию суперсолдат, лишённых эмоций, но наделённых высоким интеллектом и превосходящих обычных homo sapiens физическими данными. Этот проект окрестили «Проект: Агент», он предполагал посылать оперативников в разные части света для выполнения контрактов по устранению определённых лиц. Осознав, что породил «бездушных убийц», Литвенко пытается бежать из СССР вместе с семьёй, но его жена погибает во время погони, а дочь Катю он прячет, но оставляет на произвол судьбы. После его пропажи многие страны и организации пытались воссоздать эксперимент Литвенко, но тщетно. В конце концов, мощная коммерческая структура под названием «Синдикат Интернейшнл» решается найти самого Литвенко и его дочь, используя опытного «охотника» Дельриего.
Спустя годы Дельриего продолжает искать Литвенко и его дочь, и последнюю ему получается вычислить. Всё омрачается тем, что на ставку «Синдиката» нападает киллер, Агент 47. Он загоняет Дельриего в его собственный офис, выбивает из «охотника» местоположение Кати, после чего методично чинит кровавую расправу над членами корпоративного спецназа. 47-й отчитывается перед своим координатором в Международном контрактном агентстве по имени Диана, которая поручает ему взять в разработку ещё одну цель.
Катя Литвенко, а точнее Катя Ван Дис, находится в Берлине и пытается найти отца. У неё высокая обострённость чувств и интеллект сильнее компьютера. Она постоянно переезжает, ища всё новые и новые зацепки, потому пользуется только фальшивым паспортом и живёт в дешёвых ночлежках на ворованные деньги. Но однажды к ней в метро подходит человек, называющий себя Джоном Смитом и говорит, что хочет защитить её от 47-го. Перестрелка в метро и последующая погоня приводит обоих в посольство США, где Смит пускает пару пуль в воздух, из-за чего их тут же арестовывают.
47-й проникает в посольство, просто пройдя через металлоискатель с оружием, его тут же арестовывают. Следователь ЦРУ, найдя в кейсе снайперскую винтовку, пытается ею напугать 47-го на допросе, но сам даёт киллеру возможность сбежать, при этом 47-й оставляет ему жизнь, так как у следователя есть семья. В суматохе Смит и Катя покидают посольство, но 47-й успевает поставить на неё жучок под видом пули. В номере отеля, Катя анализирует свои изыскания и информацию от Смита: так как у генетика рак лёгких, он не может передвигаться воздушным путём, а любовь к орхидеям держит его где-то в Восточной Азии. Катя быстро понимает, что отец скрывается в Сингапуре. До того, как она рассказала свои выводы Смиту, в номер врывается 47-й, расстреливает Смита, но Катю только оглушает.
Очнувшись, Катя находит себя привязанной к стулу в строительном ангаре, где сзади неё висит турбина самолёта. Агент предлагает Кате взять его за руку, после чего в памяти девушки всплывают воспоминания о том, как она видела из окна машины маленького лысого мальчика, пытающегося остановить солдат, бегущих за ними. 47-й даёт ей задание: пока турбина активна, она должна выпутаться из сложной связки. Кате удаётся это сделать, и она требует ответы от 47-го. Тот рассказывает ей, что она является Агентом 90 (Катя Ван Дис является аллюзией на «quatre-vingt-dix», произношения на французском цифры 90). Помогая Кате преодолеть психологический барьер её умственных способностей, которые она подавляет таблетками, 47-й ловко справляется с боевиками «Синдиката», ведомыми живым и здоровым Смитом, который оказался модифицирован подкожной титановой бронёй и генетическими модификациями, что помогает ему сражаться на равных с 47-м. В конце концов, 47-й и Катя уходят от погони и та рассказывает местоположение её отца, при условии, что он его не убьёт. Всё это слышат наблюдатели Агентства, и передают информацию Диане, которая тут же связывается с другим «Агентом».
47-й и Катя прибывают в Сингапур, которой является также местом штаб-квартиры «Синдиката». Они ловко обманывают камеры видеонаблюдения аэропорта, кроме одной, засёкшей Катю. В номере отеля Катя пытается поговорить с 47-м о его чувствах, но холодный и расчётливый уходит от разговора, после чего засыпает в характерной для себя манере (сидя на диване, положив рядом свои пистолеты). Катя тем временем плавает в бассейне отеля, а после забирает у спящего киллера пистолеты, после чего разбирает их и чистит (так ей легче успокоиться). Наутро в номер врываются наёмники «Синдиката», и 47-му приходится вступить с ними в рукопашный бой. Далее в лифте он меняет перочинный нож, ранее данный Кате на ингалятор мальчика-астматика.
В Ботаническом саду Катя находит своего отца. Тот старается извиниться за всё то, что он сделал и рассказывает про происхождение дочери истинную причину побега: долгие годы жена Литвенко не могла зачать ребёнка, и тогда он прибег к генной инженерии, породив тем самым Агента 90, лучшего из лучших. Понимая, что когда это вскроется, Катю навсегда запрут в лаборатории, он попытался бежать, но жена погибла, а сам он посчитал, что в одиночку у них больше шансов на выживание. Увидев 47-го, учёный подумал, что агент собирается его убить, но киллер говорит, что никогда не собирался. Идиллия нарушается оперативниками «Синдиката», которых 47-й незамедлительно ликвидирует.
Начинается долгая погоня и перестрелка между беглецами и бойцами, во главе с всё тем же Смитом. Машину 47-го загоняют на перекрёсток, при помощью гарпунов зажимают в центре, после чего на них посылают солдат «Синдиката». 47-й мастерски справляется с солдатами, но во время бегства один из бойцов успевает подстрелить Литвенко в ногу. Катя пытается поднять его, но 47-й забирает её с собой, оставив учёному ингалятор мальчика. Катя протестует против поступка киллера, но 47-й усыпляет её и решается использовать как возможность проникнуть в штаб-квартиру «Синдиката», при попытке проникнуть в которую погибли 14 Агентов.
Смит допрашивает Литвенко по поводу выращивания «Агентов», но учёный говорит, что главное достоинство его детища — интеллект, а Смит со своими модификациями не более чем выродок и провальный эксперимент. Озлобленный оперативник «Синдиката» использует на учёном сыворотку, причиняющую боль, что привлекает внимание Антуана Леклерка, директора «Синдиката», который впервые за долгое время покидает свой сверхзащищённый офис. Когда Леклерк оказывается в камере допроса, по внутренней связи с ним связывается 47-й, говорящий, что готов отдать в обмен на Литвенко его дочь, в чьей ДНК содержится всё необходимое. Катя оказывается связанной в вертолёте, управляемом извне. Вырвавшись, она направляет его прямо на штаб-квартиру, в надежде избавиться от Смита и Леклерка. Как оказалось, всё это был план киллера: он знал, что Катя выпутается и направит вертолёт на здание, а он сам проникает внутрь, переодетый пожарным, группу которых он предусмотрительно вызвал. Уводя учёного в свой офис, Леклерк находит сидящего в его кресле 47-го, в бой с которым вступает Смит. Когда в пылу боя Смит пробивает дыру в стене, 47-й использует струну от пианино, своё фирменное оружие, чтобы захватить модифицированного бойца за горло и прижать его к оголённому проводу, тем самым подвергая его ударам тока.
Последний бой между Агентами и «Синдикатом» происходит на крыше, где Агенты вновь побеждают в нём, но Леклерк всё же успевает сесть в вертолёт вместе с Литвенко. Директор «Синдиката» говорит, что рано или поздно учёный согласится на него работать, а Катю найдут и сделают подопытной крысой. Литвенко смотрит на детский ингалятор, отданный 47-м, и догадывается, что это граната. Пётр Литвенко жертвует собой ради своих «детей» и взрывается вместе с Леклерком. Увидев это, 47-й связывается с Дианой и говорит, что его первоначальный контракт, Антуан Леклерк мёртв, но вместо ответа на вопрос о второй цели он выбрасывает телефон. Катя держит его на прицеле, обвиняя в смерти отца, но киллер признаётся, что Литвенко, будучи больным раком, сам решил пожертвовать собой, а «второй целью» была Катя, единственная семья 47-го. 47-й говорит, что за дверью находится армия отлично обученных оперативников, и когда двери откроются, по ним откроют огонь. На что Катя отвечает, что человек только один. За их спинами открывается лифт, из которого выходит посланный Агентством 48-й (своим видом показывающий, что все «Агенты» — клоны) и со словами «Привет от Дианы» наводит своё оружие на 47-го и Катю, но они стреляют первыми.
В сцене после титров видно, что Смит пережил разряд электричества, но стал альбиносом.

## В ролях
| Актёр          | Роль                               |
| -------------- | ---------------------------------- |
| Руперт Френд   | Агент 47 / Агент 48                |
| Ханна Уэр      | Катя Ван Дис / Агент 90            |
| Закари Куинто  | Джон Смит                          |
| Киаран Хайндс  | доктор Пётр Аронович Литвенко      |
| Томас Кречман  | Антуан Ле Клерк                    |
| Анджелабейби   | Диана Бернвуд                      |
| Дэн Баккедал   | Сондерс                            |
| Эмилио Ривера  | Фабиан                             |
| Юрген Прохнов  | Тобиас                             |
| Рольф Канис    | доктор Альберт Дельриего / Охотник |
| Джерри Хоффман | Франко                             |
| Джесси Херт    | молодой Агент 47                   |
| Хелена Писке   | молодая Катя                       |
| Джонесс Сам    | молодой Пётр Литвенко              |

## Кастинг
5 февраля 2013 года компания 20th Century Fox сообщила о разработке нового фильма про Агента 47, главную роль в котором должен сыграть Пол Уокер, а режиссёром картины станет Александр Бах. 9 января 2014 английский актёр Руперт Френд был назначен на роль Агента 47 в связи с трагической гибелью Пола Уокера 30 ноября 2013. 31 января 2014 стало известно, что в фильме примет участие Закари Куинто. 5 февраля в актёрском составе появилась первая женщина — Ханна Уэр. 6 марта стало известно, что немецкому актёру Томасу Кречману досталась роль злодея Ле Клерка. 13 марта Дэн Баккедал получил роль в фильме. 14 марта Киаран Хайндс подписался на роль учёного в фильме.